# 542 هـ
542 هـ هي سنة في التقويم الهجري امتدت مقابلةً في التقويم الميلادي بين سنتي 1147 و1148.

## وفيات
- أبو الفتح المصيصي
- ابن الشجري
- ابن بسام الشنتريني
- شاهنشاه بن أيوب
- ابن بسام

- عمعق البخاري